# Howie Dorough
Howard Dwaine Dorough (* 22. srpna 1973 Orlando) je americký zpěvák, skladatel a herec, člen americké hudební skupiny Backstreet Boys. Kolem roku 2006 začal Howie pracovat na svém prvním sólovém albu. Howie také založil společnost s názvem Sweet D, Inc. se svým starším bratrem Johnem, specializovaná na vývoj nemovitostí a budování řadu bytů, hotelu a nábřeží. V roce 2013 debutoval Howie v komedii This Is the End spolu se zbytkem členů kapely Backstreet Boys.